# Haudivillers
Haudivillers é uma comuna francesa na região administrativa de Altos da França, no departamento de Oise. Estende-se por uma área de 9,79 km². Em 2010 a comuna tinha 824 habitantes (densidade: 84,2 hab./km²).